# 수궁동
수궁동(水宮洞)은 대한민국 서울특별시 구로구에 위치한 행정동이다.

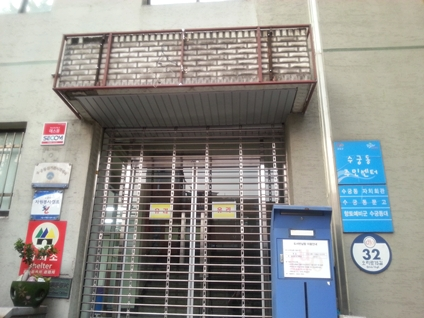
2016년 6월의 수궁동 행정복지센터 입구.

## 개요
수궁동의 동명은 “온수동”(溫水洞)의 ‘수’(水)자와 “궁동”(宮洞)의 ‘궁’(宮)자를 조합하여 행정동명을 ‘수궁’이라 칭하였다. 구로구에서 서남권의 관문이며, 부천시와 양천구를 경계로 궁동, 온수동 2개 동을 관할하는 동이다.
수궁동은 개발이 제한되었던 온수동 궁동 일대가 시계경관지구 및 최고 고도지구 해제로 온수역 주변의 역세권을 중심으로 전격 개발하고자 세부 개발 계획을 수립 중에 있다. 주변이 자연녹지로 둘러싸여 자연경관이 수려한 아늑한 지역으로 조용한 전원 생활을 즐길수 있는 주거 지역이다.
- 1975년 10월 1일 오류동을 오류 1, 2동으로 분동
- 1980년 4월 1일 구로구 신설, 구로구로 편입
- 1988년 7월 1일 오류1동 관할에서 온수동, 궁동 지역을 분리하여 수궁동 신설

## 행정 구역
- 궁동
- 온수동

## 교육
- 서울온수초등학교
- 우신중학교
- 서서울생활과학고등학교
- 세종과학고등학교
- 오류고등학교
- 예림디자인고등학교
- 우신고등학교
- 유한대학교
- 서울공연예술고등학교

## 문화
수궁동은 자연경관이 수려하여 예로부터 명소가 많은 유서깊은 고장으로 조선 선조의 7녀인 정선옹주의 묘, 유진오 별장터, 궁동저수지, 사찰(6개소), 약수터(5개소), 궁동 배드민턴장 등 휴식공간이 곳곳에 위치하고 있다.

## 교통
- 수도권 전철 1호선 온수역
- 서울 지하철 7호선 온수역
- 경인로
- 서부간선도로

## 같이 보기
- 대한민국의 행정 구역